# Banjani (Ub)
Banjani (Ub) (em cirílico: Бањани) é uma vila da Sérvia localizada no município de Ub, pertencente ao distrito de Kolubara, na região de Tamnava. A sua população era de 1116 habitantes segundo o censo de 2011.

## Demografia
| 1948  | 1953  | 1961  | 1971  | 1981  | 1991  | 2002  | 2011  |
| ----- | ----- | ----- | ----- | ----- | ----- | ----- | ----- |
| 1 746 | 1 762 | 1 862 | 1 640 | 1 602 | 1 431 | 1 395 | 1 116 |